# Ga Jeondae–Everland
Ga Jeondae–Everland (Tiếng Hàn: 전대·에버랜드역, Hanja: 前垈·에버랜드驛) là ga của Đường sắt nhẹ Yongin nằm ở Pogok-eup, Cheoin-gu, Yongin-si, Gyeonggi-do. Hiện tại đây là ga cuối cùng của Đường sắt nhẹ Yongin và cách cổng chính Everland khoảng 1,5 km nên phải sử dụng xe đưa đón do Everland khai thác.

## Lịch sử
- 26 tháng 4 năm 2013: Bắt đầu kinh doanh với việc khai trương tuyến Đường sắt nhẹ Yongin đoạn Giheung ~ Jeondae–Everland

## Bố trí ga
| Dunjeon ↑        |
| \| N/B           |
| Bắt đầu·Kết thúc |

| Hướng Bắc | ●Tuyến EverLine | ← Hướng đi Giheung |
| Hướng Nam | ●Tuyến EverLine | → Không sử dụng    |

## Xung quanh nhà ga
- Everland
- Caribbean Bay
- Trường tiểu học Pogok
- Trường trung học cơ sở Pogok
- Bảo tàng nghệ thuật Hoam
- Đền Baekryunsa
- Dongyang Evertown APT
- Hanggong APT
- Wonil APT
- Joyang APT

## Hình ảnh

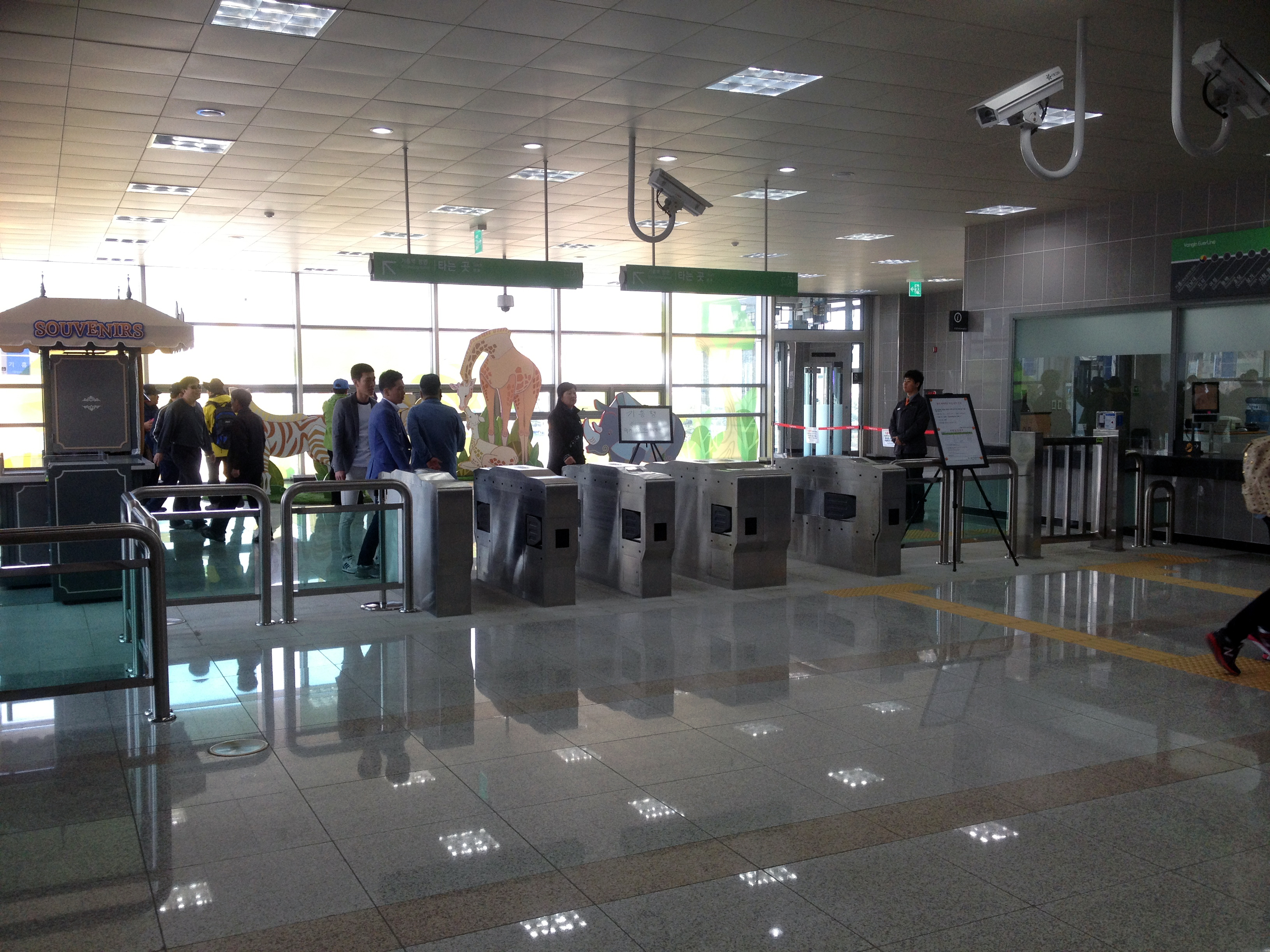
Cửa soát vé
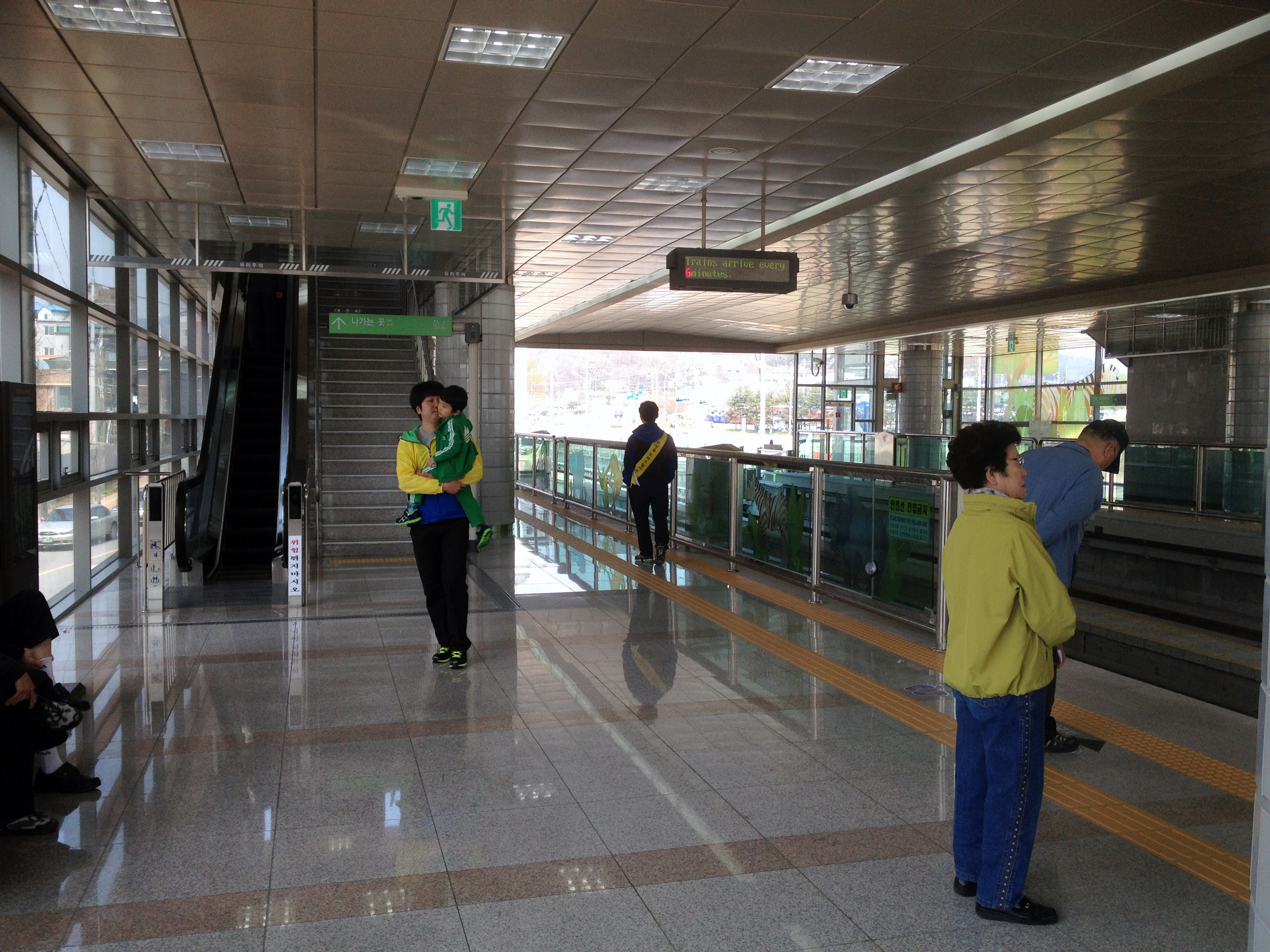
Sân ga (Trước khi lắp cửa chắn)